# Колосенъярви
Ко́лосенъя́рви (фин. Kolosenjärvi) — озеро на территории Лоймольского сельского поселения Суоярвского района Республики Карелия.

## Общие сведения
Площадь озера — 1,6 км², площадь водосборного бассейна — 100 км². Располагается на высоте 133,8 метров над уровнем моря.
Форма озера продолговатая: вытянуто с северо-запада на юго-восток. Берега каменисто-песчаные, местами заболоченные.
Через озеро протекает река Мутанен.
Населённые пункты возле озера отсутствуют. Ближайший — посёлок городского типа Вяртсиля — расположен в 24,5 км к юго-западу от озера.
У юго-восточной оконечности озера проходит грунтовая дорога местного значения.
Код объекта в государственном водном реестре — 01040300211102000013322.

## Панорама

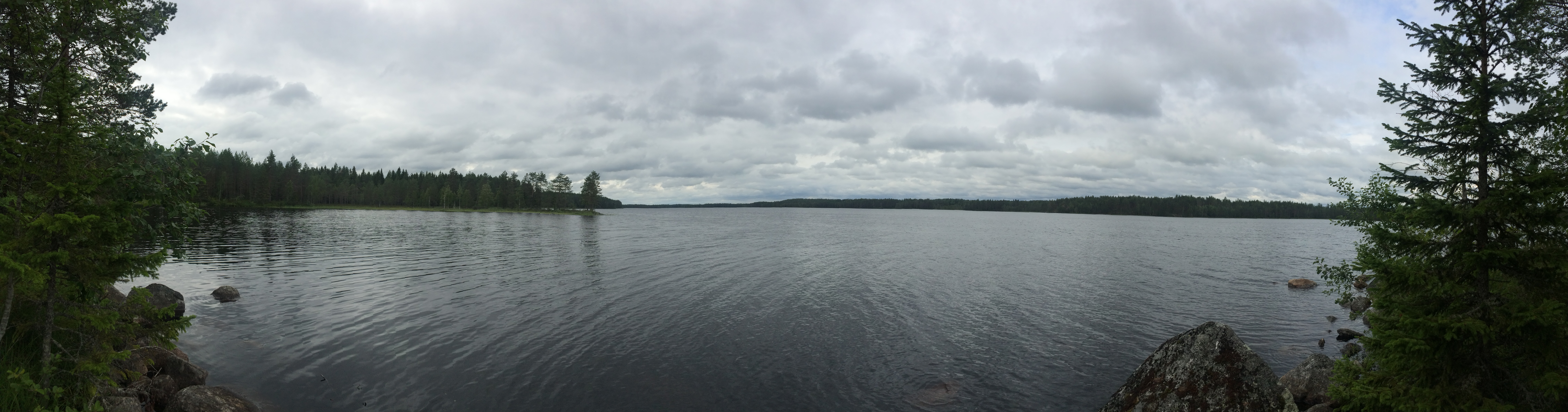
Панорама